# 47. Festiwal Polskich Filmów Fabularnych w Gdyni
47. Festiwal Polskich Filmów Fabularnych odbył się w dniach 12-17 września 2022. „Złote Lwy”, główną nagrodę festiwalu, zdobył film Silent Twins w reżyserii Agnieszki Smoczyńskiej. „Platynowe Lwy” za całokształt twórczości odebrał Filip Bajon.
Gala zakończenia festiwalu odbyła się w Teatrze Muzycznym w Gdyni.

## Repertuar
Źródło: oficjalna strona festiwalu

### Konkurs główny
1. Apokawixa, reżyseria: Xawery Żuławski
2. Broad Peak, reżyseria: Leszek Dawid
3. Brigitte Bardot cudowna, reżyseria: Lech Majewski
4. Chleb i sól, reżyseria: Damian Kocur
5. Cicha ziemia, reżyseria: Aga Woszczyńska
6. Filip, reżyseria: Michał Kwieciński
7. Głupcy, reżyseria: Tomasz Wasilewski
8. Iluzja, reżyseria: Marta Minorowicz
9. Infinite Storm, reżyseria: Małgorzata Szumowska
10. IO, reżyseria: Jerzy Skolimowski
11. Johnny, reżyseria: Daniel Jaroszek
12. Kobieta na dachu, reżyseria: Anna Jadowska
13. Orlęta. Grodno ’39, reżyseria: Krzysztof Łukaszewicz
14. Orzeł. Ostatni patrol, reżyseria: Jacek Bławut
15. Strzępy, reżyseria: Beata Dzianowicz
16. Śubuk, reżyseria: Jacek Lusiński
17. Tata, reżyseria: Anna Maliszewska
18. Silent Twins, reżyseria: Agnieszka Smoczyńska
19. Wesele, reżyseria: Wojciech Smarzowski
20. Zadra, reżyseria: Grzegorz Mołda

### Konkurs Filmów Krótkometrażowych
1. Afonia, reżyseria: Marta Z. Nowak
2. Alicja, reżyseria: Martyna Ludwig
3. Alkibiades, reżyseria: Robert Kwilman
4. Baju Baj, reżyseria: Sebastian Jasnoch
5. Diabeł, reżyseria: Jan Bujnowski
6. Dygot, reżyseria: Joanna Różniak
7. Dziecko, reżyseria: Zuzanna Grajcewicz
8. Followers. Odpalaj lajwa, reżyseria: Jakub Radej
9. Funeralia, reżyseria: Bartłomiej Błaszczyński
10. Kiedy obróci się dom, reżyseria: Maria Ornaf
11. Kot, reżyseria: Zofia Kowalewska
12. Krzesło przyszłości, reżyseria: Kamil Kowalewski
13. Lockdown, reżyseria: Jakub Jakubik
14. Loteria, reżyseria: Patryk Kaflowski
15. Martwe małżeństwo, reżyseria: Michał Toczek
16. Martwy punkt, reżyseria: Patrycja Polkowska
17. Mor, reżyseria: Nikita Tanadzhy
18. Na żywo, reżyseria: Mara Tamkovich
19. Narodziny rozgwiazdy, reżyseria: Julia Sadowska
20. Nie ma spokoju, reżyseria: Karol Ulman
21. Nie mów tak do mnie, reżyseria: Hanna Kilińska
22. Odgrzeb, reżyseria: Artur Wyrzykowski
23. Płot, reżyseria: Tomasz Wolski
24. Rozkwit zimowy, reżyseria: Ivan Krupenikov
25. Szczerość, reżyseria: Adam Porębowicz
26. Tylko do świtu, reżyseria: Eliza Godlewska, Alan Ruczyński
27. Victoria, reżyseria: Karolina Porcari
28. W kręgu, reżyseria: Jan Naszewski
29. Wróbel, reżyseria: Marcin Janos Krawczyk
30. Wskrzeszenie, reżyseria: Luiza Budejko

### Konkurs Filmów Mikrobudżetowych
1. Algorytmika, reżyseria: Marcin Piotrowski
2. Czas na pogodę, reżyseria: Jacek Raginis-Królikiewicz
3. Hela, reżyseria: Anna Kasperska
4. Matecznik, reżyseria: Grzegorz Mołda
5. Obudź się, reżyseria: Filip Dzierżawski
6. Słoń, reżyseria: Kamil Krawczycki
7. Spadek, reżyseria: Jakub Laskowski

## Składy jurorskie
Źródło: oficjalna strona festiwalu

### Jury Konkursu Głównego
- Jerzy Domaradzki – przewodniczący Jury
- Ewa Dałkowska
- Milenia Fiedler
- Cezary Harasimowicz
- Grzegorz Kędzierski
- Dorota Kędzierzawska
- Teoniki Rożynek
- Agata Szymańska
- Wojciech Żogała

### Jury Konkursu Filmów Krótkometrażowych
- Ewa Puszczyńska – przewodnicząca Jury
- Maria Dębska
- Beata Walentowska

### Jury Konkursu Filmów Mikrobudżetowych
- Allan Starski – przewodniczący Jury
- Katarzyna Klimkiewicz
- Lena Tyrpakova

## Nagrody
Źródło: oficjalna strona festiwalu

### Konkurs Główny
- Wielką Nagrodę „Złote Lwy” 47. Festiwalu Polskich Filmów Fabularnych za film Silent Twins otrzymały reżyserka Agnieszka Smoczyńska oraz producentki Klaudia Śmieja-Roztworowska i Ewa Puszczyńska
- Nagrodę „Srebrne Lwy” 47. Festiwalu Polskich Filmów Fabularnych za film Filip  otrzymali: reżyser Filip Kwieciński oraz producenci Joanna Snochowska-Majer, Paweł Rzewuski i Krystyna Świeca
- Nagrodę „Złoty Pazur” 47. Festiwalu Polskich Filmów Fabularnych za odwagę formy i treści w kategorii „Inne Spojrzenie” za film Apokawixa, otrzymał reżyser Xawery Żuławski oraz producenci Anna Wasilewska-Gil i Krzysztof Terej.
- Jacek Bławut za reżyserię filmu Orzeł. Ostatni patrol
- Jacek Lusiński, Szymon Augustyniak za scenariusz filmu Śubuk
- Beata Dzianowicz za debiut reżyserski lub drugi film za film Strzępy
- Michał Sobociński za zdjęcia w filmie Filip
- Teoniki Rożynek, Marcin Macuk i Zuzanna Wrońska za muzykę do filmu Silent Twins
- Jagna Dobesz za scenografię do filmu The Silent Twins
- Radosław Ochnio za dźwięk w filmie Orzeł. Ostatni patrol
- Bartłomiej Piasek, Piotr Wójcik za montaż filmu Orzeł. Ostatni patrol
- Dariusz Krysiak za charakteryzację w filmie Filip i Orzeł. Ostatni patrol
- Magdalena Rutkiewicz-Luterek za kostiumy do filmu Weseלe
- Małgorzata Hajewska-Krzysztofik za drugoplanową rolę kobiecą w filmie Iluzja
- Grzegorz Przybył za drugoplanową rolę męską w filmie Strzępy
- Dorota Pomykała za główną rolę kobiecą w filmie Kobieta na dachu
- Piotr Trojan za główną rolę męską w filmie Johnny
- Marta Stalmierska za profesjonalny debiut aktorski w filmie Johnny i Apokawixa

### Nagrody pozakonkursowe
- „Platynowe Lwy” za całokształt twórczości – Filip Bajon
- Nagroda za najlepszy film w Konkursie Filmów Mikrobudżetowych – Kamil Krawczycki za film Słoń
- Nagroda specjalna w Konkursie Filmów Mikrobudżetowych – Filip Dzierżawski za film Obudź się
- Nagroda im. Lucjana Bokińca dla Najlepszego Filmu w Konkursie Filmów Krótkometrażowych – Karolina Porcari za film Victoria
- Nagroda Publiczności – Daniel Jaroszek za film Johnny